# Bùi Quang Huy (chính khách)
Bùi Quang Huy (sinh năm 1977) là một chính khách Việt Nam. Ông hiện là Ủy viên dự khuyết Ban Chấp hành Trung ương Đảng khóa XIII, Bí thư Thứ nhất Ban Chấp hành Trung ương Đoàn Thanh niên Cộng sản Hồ Chí Minh khóa XI

## Lý lịch và học vấn
Bùi Quang Huy sinh ngày 25 tháng 3 năm 1977, quê quán: xã Nghi Hưng, huyện Nghi Lộc, tỉnh Nghệ An.
Ngày vào Đảng: 9 tháng 3 năm 2002.
Trình độ chuyên môn: Thạc sĩ Luật.
Lý luận chính trị: Cao cấp.

## Sự nghiệp
Từ năm 1995 - 2000: Sinh viên trường Đại học Luật Tp. Hồ Chí Minh, Bí thư Chi đoàn, Ủy viên BCH, Ủy viên BTV, Phó Bí thư Đoàn Đại học Luật Tp. Hồ Chí Minh.
Từ 2000 - 2004: Chuyên trách Đoàn, Phó Bí thư Đoàn trường Đại học Luật Thành phố Hồ Chí Minh.
Từ 2004 - 8/2007: Chuyên viên Phòng Tổ chức - Hành chính, Bí thư Đoàn trường ĐH Luật Thành phố Hồ Chí Minh; Ủy viên BCH Đảng bộ Trường ĐH Luật Thành phố Hồ Chí Minh (8/2005 - 11/2007); Ủy viên BCH Thành đoàn Thành phố Hồ Chí Minh (11/2005 - 11/2007).
Tháng 9/2007: Cán bộ Ban Thanh niên Trường học Thành đoàn Thành phố Hồ Chí Minh.
Từ tháng 10/2007 - 5/2010: Bí thư Ban Cán sự Đoàn Đại học Quốc gia Thành phố Hồ Chí Minh (10/2007 – 6/2010); Ủy viên BTV Thành đoàn Thành phố Hồ Chí Minh (11/2007 – 11/2010); Ủy viên BCH Trung ương Đoàn khóa IX 9 (từ tháng 12/2007); Ủy viên BCH Đảng bộ Đại học Quốc gia Thành phố Hồ Chí Minh (01/2008 - 8/2010); Phó Trưởng ban Công tác Sinh viên Đại học Quốc gia Thành phố Hồ Chí Minh (02/2008 – 5/2010).
Từ tháng 6/2010 - 4/2012: Ủy viên BCH, Phó Trưởng ban Thanh niên Trường học Trung ương Đoàn.
Từ tháng 4/2012 - 3/2013: Ủy viên BCH, Phó Chánh văn phòng Trung ương Đoàn; từ tháng 12/2012, Ủy viên BTV, Phó Chủ nhiệm Ủy ban Kiểm tra Trung ương Đoàn khóa X, Phó Chánh văn phòng Trung ương Đoàn.
Từ tháng 4/2013 - 3/2015: Trưởng ban Thanh niên Trường học Trung ương Đoàn; Phó Chủ tịch thường trực Trung ương Hội Sinh viên Việt Nam, Ủy viên BCH Đảng bộ Trung ương Đoàn, Bí thư Chi bộ Ban Thanh niên Trường học Trung ương Đoàn kiêm Giám đốc Trung tâm Hỗ trợ và Phát triển Sinh viên Việt Nam (6/2014 - 6/2015).
Từ tháng 4/2015 đến nay: Ủy viên Ban Thường vụ, Trưởng Ban Tổ chức Trung ương Đoàn, Bí thư Chi bộ Ban Tổ chức Trung ương Đoàn, Ủy viên Ban Thường vụ Đảng ủy Trung ương Đoàn (từ tháng 8/2015).
Tháng 5 năm 2016, ông được trung ương giới thiệu ứng cử đại biểu Quốc hội Việt Nam khóa 14 (2016-2021) ở Đơn vị bầu cử số 9 Thành phố Hồ Chí Minh gồm các huyện: Củ Chi và Hóc Môn nhưng không trúng cử (được 275.132 phiếu, đạt tỷ lệ 45,92% số phiếu hợp lệ).
Ngày 9/9/2016, tại Hội nghị Ban chấp hành Trung ương Đoàn khóa X lần thứ 11, cùng với Nguyễn Ngọc Lương, ông được bầu làm Bí thư Trung ương Đoàn khóa X.
Tại Hội nghị Ban Chấp hành Trung ương Đoàn khóa XI lần thứ nhất, ngày 12/12/2017, ông được tái đắc cử chức Bí thư Trung ương Đoàn và được bầu làm Chủ nhiệm Ủy ban Kiểm tra Trung ương Đoàn.
Tại Đại Hội toàn quốc lần thứ X của Hội Sinh viên Việt Nam, ông được hiệp thương bầu giữ chức Chủ tịch Trung ương Hội Sinh viên Việt Nam khóa X.
Tại Hội nghị Ban Chấp hành T.Ư Đoàn ngày 25/8/2022, đồng chí Bùi Quang Huy được bầu làm Bí thư thứ nhất Ban Chấp hành T.Ư Đoàn, nhiệm kỳ 2017-2022.